# 孤拔级战列舰
孤拔级战列舰（英語：Courbet-class）是法國最早建造的无畏型战列舰，所有艦艇在第一次世界大战前建造完工，首艦名稱取自法国海军將領孤拔。本級舰共有四艘，分别是孤拔号、法兰西号、让·巴尔号、巴黎号。在設計上，孤拔级配備12門305（12.0英寸）口徑1910年型火砲在6座雙聯裝砲塔內，水線裝甲帶最大厚度為250（9.8英寸），標準排水量23,475公噸（23,104長噸），最大航速可達21節（39每小時；24英里每小時）。
第一次世界大戰期间，所有孤拔级战列舰都部署在地中海，护送北非與法國本土往来之間的法军运输舰，同时兼顾着协约国在亞得里亞海設立的奧特朗托封鎖線。1914年8月16日，孤拔号战列舰所领导的英法联合舰队在安提瓦里海戰中成功击沉奧匈帝國海軍的澤塔號防護巡洋艦。然而在1914年12月21日，二號艦让·巴尔号的艦艏卻被奧匈帝國海軍U-12號潛艇所发射的鱼雷击中，但仍能航行到马耳他进行修理。
第一次世界大戰結束後，法兰西号在1922年8月26日於基伯龍灣觸礁沉沒。其他同型艦在戰間期時則进行了数次现代化改造作業，但都改造地不够彻底，以至于后来与现代化的德国或意大利战列舰相比较显得陈旧过时。到了1930年代，所有孤拔级战列舰都降级为训练舰。當法国於二戰期間沦陷后，孤拔号与巴黎号驶往朴茨茅斯，被英軍繳獲後被當作倉庫艦和兵營艦使用。让·巴尔号则在1936年時更名為海洋號（Océan），维希法国時解除武裝，駐紮于土伦作为训练舰。1942年11月27日，让·巴尔号在维希法国凿沉舰队行动中被纳粹德国缴获並用作实验，直到1944時被盟军飞机击沉。孤拔号则于1944年6月9日在诺曼底战役中被盟军自沉以作为防波堤。最後僅巴黎号自第二次世界大戰中倖存，並在1956年6月於濱海拉塞訥拆解。

## 設計

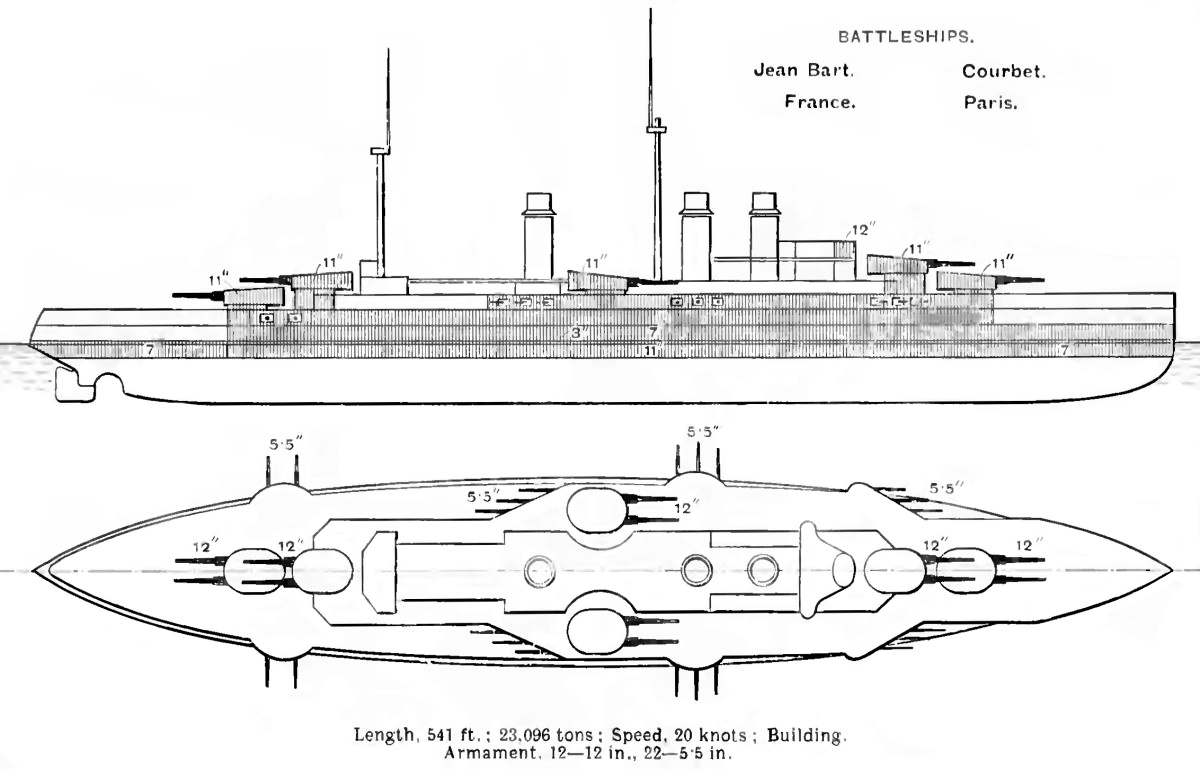
孤拔級描繪圖，出自1912年的布拉希海軍年鑑（Brassey's Naval Annual）。

与其他国家相比，法国在军舰設計概念上更关注於水下防護，因此孤拔级战列舰在設計上將裝甲帶延展至水线以下的區域。儘管本級艦的主装甲帶比同时期德国、英国的战列舰要薄，但覆盖范围更广。艦上次要武器的口徑小於15（5.9英寸），比同时期德國及英國战列舰常用的6英寸（152）口径要小，但法國設計人員利用射速來彌補口徑上的不足，其概念是在敵魚雷艇投射魚雷前能有效擊沉敵艦。

### 总体特征
孤拔级战列舰全長166（544英尺7英寸），比以往法国建造的战列舰都要长；舰宽27（88英尺7英寸），满载情况下船艏吃水9.04（29英尺8英寸）；其标准排水量为23,475公噸（23,104長噸），满载后排水25,579公噸（25,175長噸），明显比前一型丹东级战列舰多出约5,000公噸（4,900長噸）。在砲塔配置上以背負式佈局將2座砲塔配置於前甲板上，但此配置同時造成艦艏過重，海上航行時容易濺起水花而導致艦艏甲板較濕滑。

### 推進系統
孤拔级战列舰装有四轴驱动帕森直驅型蒸汽渦輪發動機，可輸出28,000匹軸馬力（21,000千瓦特）。每一艘孤拔级战列舰装备24台貝爾維爾（Belleville）式水管鍋爐或尼克勞斯（Niclausse）式鍋爐，16台大锅炉分装在前部的两个大锅炉艙，另外8台小锅炉位于后方的锅炉艙。這些鍋爐皆為燃煤式，並搭配油噴霧器輔助。其最高航速可达21節（39每小時；24英里每小時），不過在海試期間，4艘艦的最高航速皆比21節（39每小時；24英里每小時）還要快。出航時艦上能携带2,700長噸（2,743公噸）燃煤與906長噸（921公噸）燃油，在10節（19每小時；12英里每小時）航速下续航半徑可達4,200海里（7,800；4,800英里）。

### 武器装备

孤拔級戰艦主要武器配置圖。

在主要武器配置上，法国設計人員放弃以往的六角形标准配置。12门305（12.0英寸）45倍徑1910年型火砲安置在本艦6座双联发炮塔內，艦艏與艦艉以背負式布局各配置2座，另船两侧分別各配一座，这類型火炮最大仰角為12度。主砲砲彈使用432（952磅）重的穿甲彈，其槍口初速783每秒（2,570英尺每秒），每分钟可发射1.5至2轮。在最大仰角下其射程可達13,500（14,800碼），出航時每門砲各分配100發砲彈供使用。
孤拔级的次要武器主要由炮廓中的22门138（5.4英寸）口徑1910年型火砲组成。這些火炮使用的是39.5（87磅）重的半穿甲彈，其槍口初速840每秒（2,800英尺每秒）。該火炮最大仰角可达15度高，射程能达到16,000（17,000碼）遠，出航時每门炮备弹275发，其射速在每分钟内可发射5至6轮。靠近後甲板側的1910年型火砲位在船身較低的位置，海上航行時經常受到海水沖刷。4門47（1.9英寸）口徑1902年型火炮平均分成2組放置在船兩側，另有4組450（18英寸）1909年型魚雷管配置在水面下艦體區域，出航時備有12枚魚雷供使用。艦上使用的射控系統是非常原始的型號，在司令塔兩側只有1組2.74（9英尺0英寸）長的測距儀；每門砲後方的裝甲罩內各設有1組1.37（4英尺6英寸）長的測距儀。

### 裝甲防護
孤拔级战列舰有着宽4.75（15.6英尺）的水线装甲带，从前主炮塔至后主炮塔之间的舰身装甲带厚度为250（9.8英寸），接著到艏艉则逐漸減至140（5.5英寸）厚，並延展至常规水线以下2.4（7英尺10英寸）。主舷侧装甲带上方為另一160（6.3英寸）厚的装甲帶，覆盖着船側与炮廓處，一直向上延展到甲板，从前主砲塔至后主砲塔之间的舰身部分宽为4.5（15英尺）。甲板部分，垂直裝甲帶由80（3.1英寸）的木頭支撐著，艦體4層甲板厚度分別为30和48（1.2和1.9英寸）之間，每層甲板由2層或以上的裝甲板組成。為了連接水線裝甲帶最下緣處，側邊裝甲甲板最下方外傾的部位增厚至70（2.8英寸），並彎成一弧形與水線裝甲帶相連。司令塔以266（10.5英寸）厚的裝甲保護；主砲塔的裝甲厚度資訊為正面與側面裝甲250（9.8英寸）、後部裝甲360（14英寸）、頂部裝甲100（3.9英寸）；炮廓區域的的裝甲則有160（6.3英寸）厚。尽管本級艦在設計上有一与机舱纵向并排的舱室，但這些舱室僅用作存燃煤或闲置等用途上，并没有将其改裝成防魚雷艙壁。

## 同型艦
| 艦名      | 名稱來源 | 造船廠                               | 架設日期       | 下水日期      | 服役日期       | 結局                                                 | 附註   |
| --------- | -------- | ------------------------------------ | -------------- | ------------- | -------------- | ---------------------------------------------------- | ------ |
| 孤拔號    | 孤拔     | 布雷斯特兵工廠                       | 1910年9月1日   | 1911年9月23日 | 1913年11月19日 | 由盟軍於1944年6月9日海王星行動中自行鑿沉。           | [ 12 ] |
| 让·巴尔号 | 讓·巴爾  | 布雷斯特兵工廠                       | 1910年11月15日 | 1911年9月22日 | 1913年11月19日 | 1936年更名為「海洋」號，1944年時被盟軍空中武力炸沉。 | [ 12 ] |
| 巴黎號    | 巴黎     | 濱海拉塞訥地中海冶金和造船廠         | 1911年11月10日 | 1912年9月28日 | 1914年8月1日   | 1956年6月於濱海拉塞訥拆解。                          | [ 13 ] |
| 法蘭西號  | 法蘭西   | 聖納澤爾羅亞爾阿特利耶和尚提耶造船廠 | 1911年11月30日 | 1912年11月7日 | 1914年10月10日 | 1922年8月26日於基伯龍灣觸礁沉沒。                    | [ 12 ] |

## 服役歷程

### 第一次世界大戰前
所有孤拔級戰艦在1910年至1911年間陸續下水，在第一次世界大戰開始前不久即全數建造完工。1914年7月1日，時任法國總統雷蒙·普恩加萊搭乘法兰西号，並在让·巴尔号的護送下前往俄國首都聖彼得堡進行國事訪問。普恩加萊於1914年7月16日登上本艦，接著在让·巴尔号的陪同下出航。當艦隊於1914年7月20日抵達喀琅施塔得前，在波羅的海曾遭遇隸屬於德國第1偵察集群的戰鬥巡洋艦。艦隊接著於1914年7月25日至26日期間抵達瑞典斯德哥爾摩進行港口訪問，接下來還計劃前去訪問丹麥哥本哈根，但由於奧匈帝國與塞爾維亞王國緊張情勢加劇而取消，最後艦隊於1914年7月29日安全返回敦克爾克。

### 第一次世界大戰期間

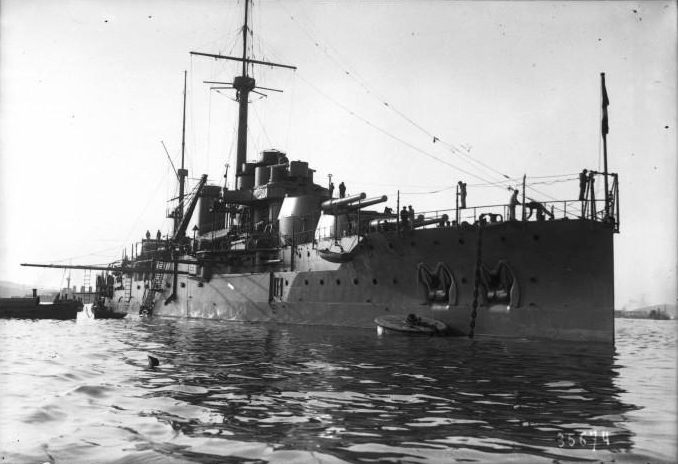
1914年時孤拔號戰艦。

第一次世界大戰爆發後，法國與英國人員針對艦隊部屬進行討論，最終法國同意將其艦隊集中在地中海海域，遏止奧匈帝國艦隊的擴張，所有孤拔級戰艦隨後全派遣至地中海作戰。首艦孤拔號擔任法國地中海艦隊第1分艦隊旗艦，由海軍中將奧古斯丁·布韋·德·拉佩雷爾指揮。拉佩雷爾為了阻止奧匈帝國的艦艇封鎖蒙特內哥羅王國，帶領艦隊直接闖入亞得里亞海。隨後在安提瓦里海戰期間，讓·巴爾號在巴尔以外海域擊沉奧匈帝國海軍的澤塔號防護巡洋艦，但卻讓伴隨澤塔號的驅逐艦逃脫。在1914年當中，所有孤拔級戰艦皆向蒙特內哥羅陸軍提供火力支援，直到让·巴尔号於12月21日在薩贊島被奧匈帝國海軍的U-12號潛艇魚雷擊傷後才被迫撤出。一枚魚雷擊中讓·巴爾號前彈藥庫前方儲藏酒的艙室，造成艦體受損，最終有3間艙室進水。儘管讓·巴爾號仍能航行，但這次的受損導致該艦退回至馬爾他修理至少3個半月，盟軍艦隊也因此退守至馬爾他或比塞大兩地。1916年以後，法國成功占領希臘科孚島，艦隊才得以推進至離亞得里亞海較近的科孚島與阿爾戈斯托利。此時法國海軍為了反潛戰而將所有孤拔級戰艦上的船員調離至其他艦上，導致本級艦因人手不足而無法有效地執行任務。

### 戰後改裝期

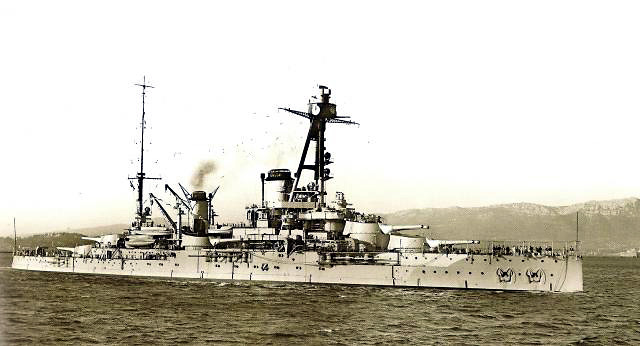
改裝後的孤拔號戰艦。

一次世界大戰後，法國海軍評估出孤拔級戰艦的弱點，包括火炮沒有與指揮儀搭配；主砲的最大仰角不足；魚雷防護過於脆弱；水平裝甲防護無法有效抵擋砲彈俯射；幾乎沒有防空能力；動力系統主要以燃煤式鍋爐為主，容易引起火災；船員組織、照明和訊息傳遞方式都過於陳舊等。
為了彌補這些問題，所有孤拔級戰艦在戰間期皆進行數次改裝作業，但這些改造計畫並非是全面性現代化改裝。 這些改造計畫包括安裝一套射控指揮儀並放置於新的前三腳桅桿上方；將射控系統更換成一大型巡洋艦型號的新系統；增設多組測距儀；主砲最大仰角從12度增至23度；將一部分的燃煤式鍋爐更換成燃油式鍋爐；艦上的直驅式渦輪機換成齒輪傳動渦輪機；移除船艏裝甲以減少船艏重量；加裝現代化防空火炮等。

### 戰間期

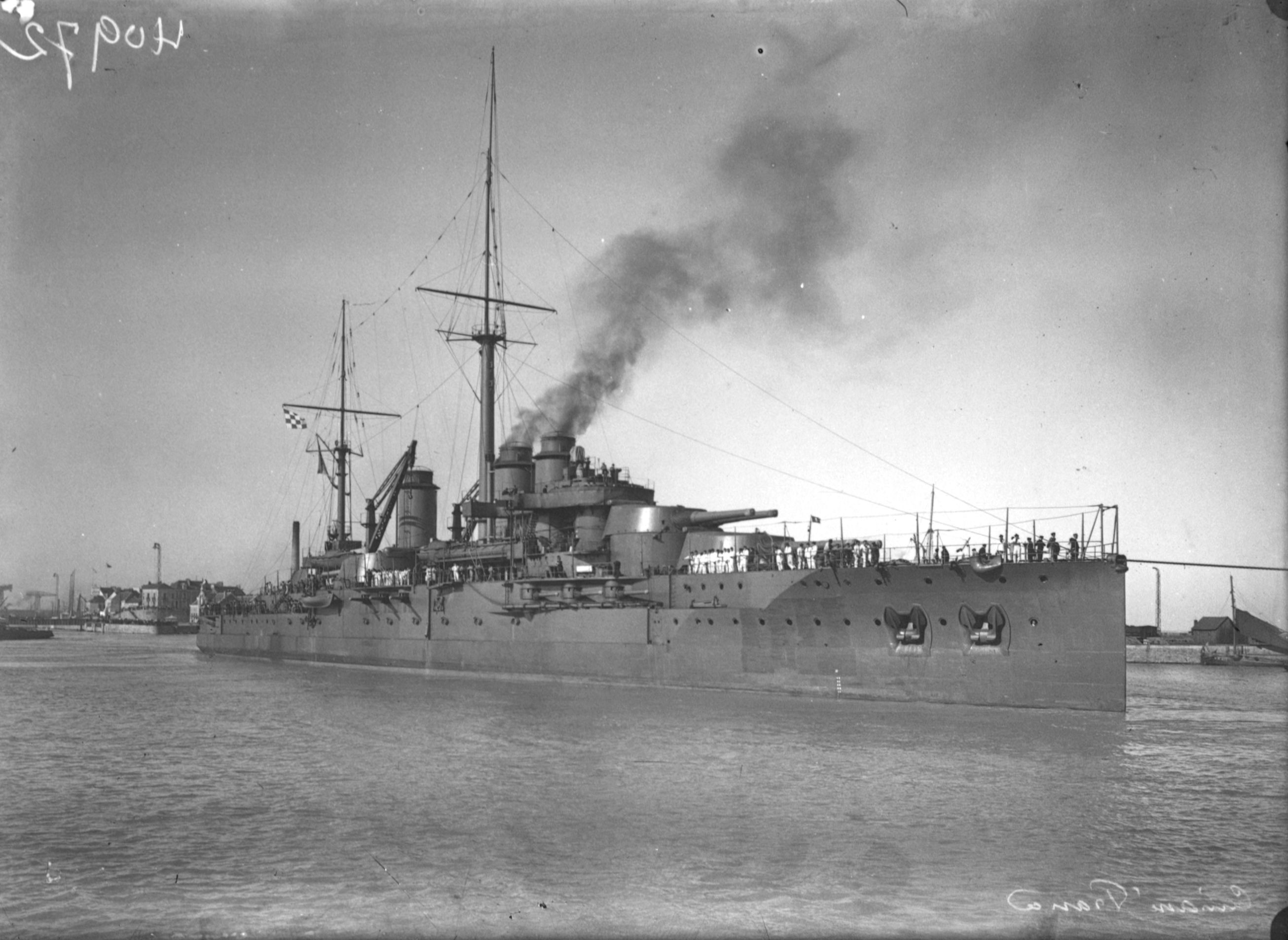
於土倫港的法蘭西號。

1919年4月，法國海軍為了協助俄國白軍在俄國內戰中抵抗布爾什維克份子，派遣法兰西号與讓·巴爾號等軍隊前往俄國塞凡堡阻止布爾什維克起義。然而，法兰西号與讓·巴爾號上的官兵因厭戰情緒高漲，加上同情布爾什維克份子等因素而聯手嘩變，迫使海軍中將讓-弗朗索瓦-查爾斯·阿梅特同意譁變者的請求，只得途中返回法國本土。為此，法兰西号上的26名船員與讓·巴爾號上的3名船員被判有期徒刑，但因法國總理雷蒙·普恩加萊與國內的左翼政黨妥協，所有船員在1922年時獲得減刑。
1922年8月26日，法蘭西號在基伯龍灣航行時不幸觸礁，艦上900名人員中有3人因此死亡。法國當局在觸礁後4小時找到本艦所在位置，但因艦體嚴重損毀只能任其沉沒。讓·巴爾號在1923年10月12日至1925年1月29日期間經歷第一次改裝作業，並在1929年8月7日至1931年9月29日期間經歷第二次改裝作業。由於該艦性能較差，在經歷2次改裝後於1936年轉為訓練艦，並長期駐紮在土倫港內。為了騰出艦名供黎胥留級二號艦使用，該艦在1936年時更名為海洋號（Océan）。
孤拔號在1919年6月6日至1920年10月20日期間擔任艦隊旗艦，由海軍中將沙利耶（Charlier）指揮，之後轉作砲術訓練艦。然而在1923年6月期間，艦上發生一連串的鍋爐失火意外而被迫整修。在1923年7月9日至1924年4月16日於濱海拉塞訥整修期間，順勢為該艦進行第一次改裝升級作業。改裝後的孤拔號，於1924年8月再度發生鍋爐失火意外而被迫整修，因此到1924年底前該艦一直處在維修狀態，但當艦體狀態已到可離開船塢運轉後，該艦立刻重回砲術訓練艦的職責。在1927年1月15日至1931年1月12日間，孤拔號開始進行第二次改裝。到了1937年，孤拔號從砲術學校轉移至航海學校，並於1937年4月1日至1938年9月19日間經歷最後一次改裝作業。1939年時，孤拔號再度改為砲術訓練艦，並與巴黎號在第二次世界大戰爆發前一同前往布雷斯特與基伯龙。

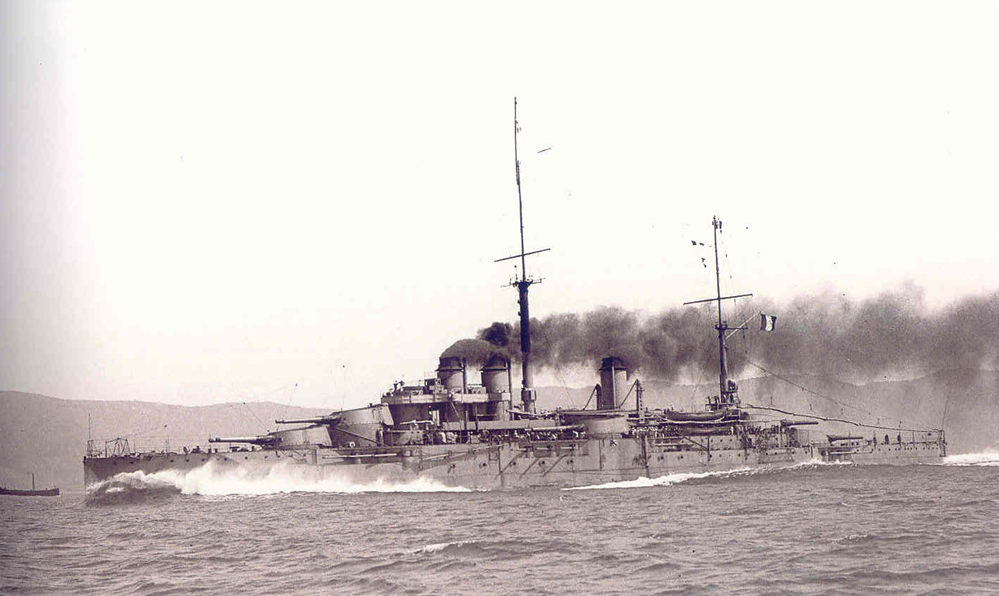
1914年時巴黎號。

巴黎號在1918年12月12日至1919年3月25日間，到普拉監視已投降的奧匈帝國艦隊。自1919年5月起，巴黎號前往愛琴海掩護在士麥拿佔領區遭到土耳其攻擊的希臘部隊，直至1919年6月30日才返回土倫。該艦在1922年10月25日至1923年11月25日間於布雷斯特經歷第一次改裝作業。改裝結束後不久，第三次里夫戰爭爆發，而巴黎號於1925年夏天支援在胡塞馬登陸的西班牙盟軍部隊。該艦在戰事中擔任法國艦隊旗艦，戰鬥中儘管遭到6次敵方砲火擊中而輕微受損，但仍達成目標摧毀了敵軍的海岸防線。1927年8月16日至1929年1月15日間，巴黎號於土倫經歷第二次改裝作業。改裝完成後，巴黎號擔任法國地中海艦隊第1分艦隊第2總隊旗艦至1931年10月1日為止，之後轉為訓練艦。

### 第二次世界大戰期間

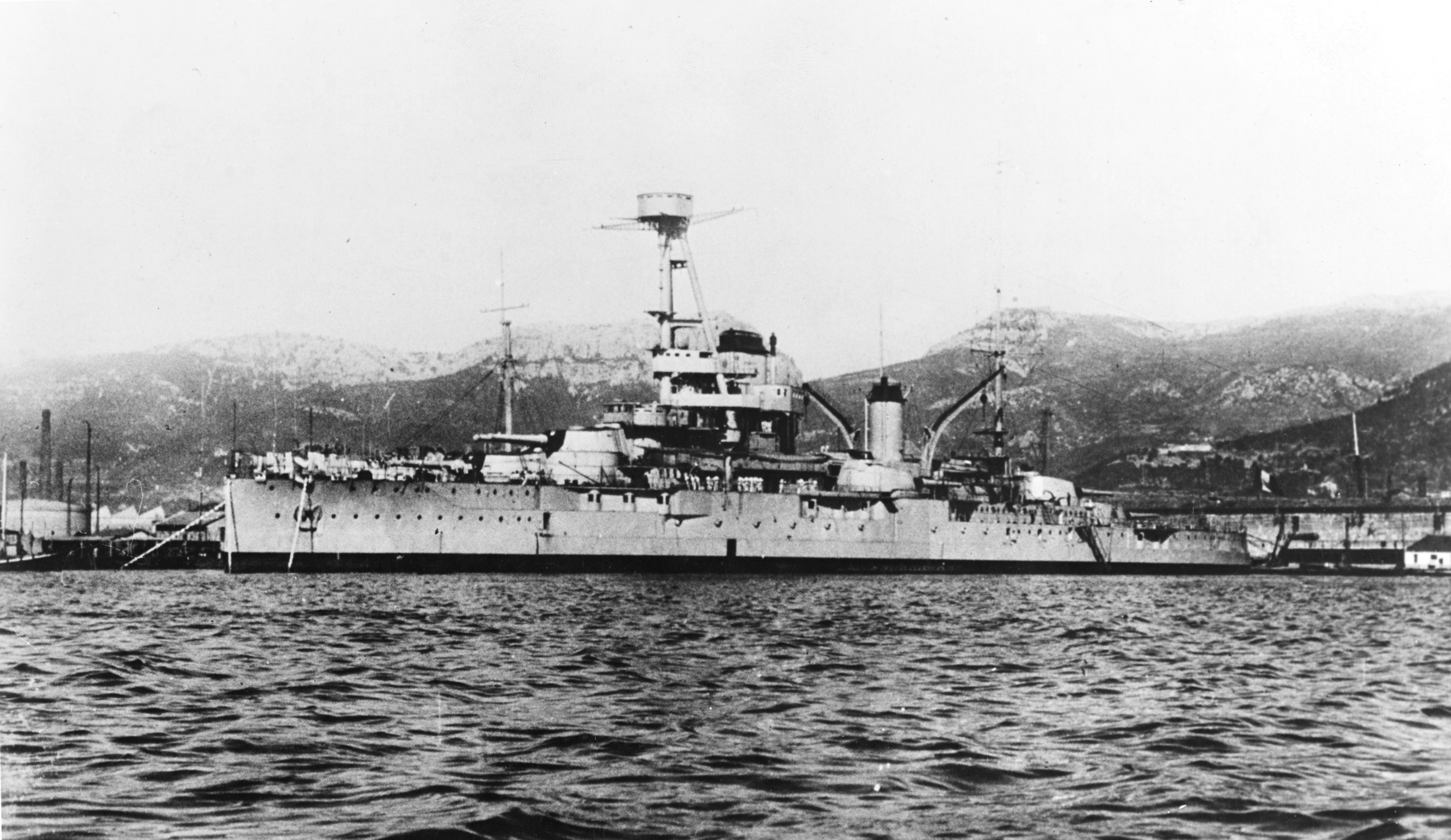
1939年時的讓·巴爾號，此時本艦已更名為海洋號。

第二次世界大戰爆發後，孤拔號與巴黎號一同編入第5分艦隊，隨後轉移至法國大西洋艦隊專注執行訓練。2艘艦後來於1940年5月21日恢復成可作戰狀態，並在瑟堡加裝防空火力武器。孤拔號接下來奉命向瑟堡的守軍提供砲火支援，協助盟軍抵抗德軍第7裝甲師的攻擊，並支援盟軍部隊撤離該鎮；而巴黎號則是前往勒阿弗爾，向索姆河前線的守軍提供砲火支援。然而在沒有偵察機的協助下，2艦提供的砲火支援效果有限。
巴黎號後來於1940年6月11日時遭到德國空軍的炸彈擊中艦體，被迫在當日晚間返回瑟堡進行維修。隨後該艦於1940年6月14日轉往到布雷斯特，並在1940年6月18日從該地撤離2,800名人員，以7節（13每小時；8.1英里每小時）航速前往英格蘭樸茨茅斯避難；而孤拔號則是在1940年6月20日時才前往樸茨茅斯。法國投降後，2艦於1940年7月3日的彈弓行動中被英國人繳獲。孤拔號在1星期後轉交給自由法國海軍，並在樸茨茅斯當作倉庫艦或防空砲台至1941年3月31日解除武裝為止。1944年7月9日，盟軍在諾曼第戰役期間為了在宝剑海滩興建鵝莓人工港，將孤拔號拖至該處並鑿沉，充當鵝莓人工港的防波堤使用，其殘骸至戰後才就地拆解。巴黎號在彈弓行動被繳獲後，英國人將其充當倉庫艦，並短暫地供波蘭海軍人員當兵營艦使用，直至1945年7月才還給法國海軍，並於1945年8月21日返回布雷斯特。之後，巴黎號在布雷斯特擔任倉庫艦直至1955年12月21日為止，並於1956年6月拆解。
讓·巴爾號在1938年時便被解除武裝並當作廢船，隨後部屬在土倫港，在法國投降後轉而投靠維琪法國。1942年11月27日，當法國海軍準備鑿沉全艦隊中，讓·巴爾號被德軍繳獲；德國人後來利用該艦測試成形裝藥炸彈性能。最終，讓·巴爾號在1944年時被盟軍的一次空襲中擊沉，其殘骸至1945年12月14日才打撈上岸並拆解。

### 腳註
1. ↑  丹东级战列舰設計排水量18,318公噸（18,029長噸）、滿載排水量為19,763公噸（19,451長噸）。[3]

### 引用
1. 1 2 3 4 5 6  Gardiner & Gray 1985，第197頁.
2. 1 2  Dumas 1985，第223頁.
3. ↑  Gardiner & Gray 1985，第196頁.
4. ↑  Stanley 2004，第159頁.
5. 1 2 3 4 5  Whitley 1998，第36頁.
6. ↑  Dumas 1985，第224頁.
7. ↑  NavWeaps French 30 cm/45 Model 1906-1910.
8. ↑  NavWeaps French 138.6 mm Model 1910.
9. 1 2 3  Dumas 1985，第225頁.
10. ↑  Jordan 2017，第51-52頁.
11. ↑  Whitley 1998，第35頁.
12. 1 2 3 4  劉怡（2011年），第121页
13. ↑  Wells Brothers.
14. ↑  Scheer 2009.
15. ↑  Jordan & Caresse 2017，第142頁.
16. ↑  Jordan & Caresse 2017，第243–244頁.
17. ↑  Erwin 2000.
18. 1 2 3 4 5 6  Whitley 1998，第38頁.
19. ↑  Masson 2003，第106–122頁.
20. ↑  New York Times 1922.
21. 1 2  Dumas 1985，第229頁.
22. ↑  Le Masson 1969，第65頁.
23. ↑  All Empires.com 2010.
24. ↑  Whitley 1998，第38-39頁.
25. ↑  Battleships-Cruisers.
26. ↑  Whitley 1998，第39頁.
27. ↑  Dumas 1985，第231頁.

## 延伸閱讀
- Dumas, Robert; Guiglini, Jean. . Grenoble, France: Editions de 4 Seigneurs. 1980. OCLC 7836734 （法语）.
- Friedman, Norman. . Barnsley: Seaforth Publishing. 2011. ISBN 978-1-84832-100-7 （英语）.
- Gardiner, Robert; Chesneau, Roger (编). . Annapolis, Maryland: Naval Institute Press. 1980. ISBN 978-0-87021-913-9 （英语）.
- Gille, Eric.  [A Century of French Battleships]. Nantes: Marines édition. 1999. ISBN 2-909-675-50-5 （法语）.
- Halpern, Paul G. . Bloomington, Indiana: Indiana University Press. 2004. ISBN 978-0-253-34379-6 （英语）.
- Jordan, John; Caresse, Philippe. . Annapolis, Maryland: Naval Institute Press. 2017. ISBN 978-1-59114-639-1 （英语）.

## 外部連結
- . Battleship-cruisers.co.uk.   [2018-01-30]. （原始内容存档于2017-10-22） （英语）.